# Chuck Lorre
Charles Michael Levine, mais conhecido por Chuck Lorre (Nova York, 18 de outubro de 1952), é um escritor, diretor, produtor e compositor americano que criou várias sitcoms americanas, como Grace Under Fire, Cybill, Dharma & Greg, Two and a Half Men, The Big Bang Theory, Mike & Molly, Mom,Young Sheldon e The Kominsky Method. Ele também foi produtor executivo de Roseanne. 
. Atualmente é coprodutor de "Georgie e Mandy - Seu primeiro casamento".
Em 2011, envolveu-se em uma polêmica com o ator Charlie Sheen, após ofensas dirigidas do ator para o produtor, culminando assim tal fato com a demissão de Charlie Sheen da Warner.

## Trabalhos
Os trabalhos de Chuck Lorre:
- Roseanne (1990–1992)

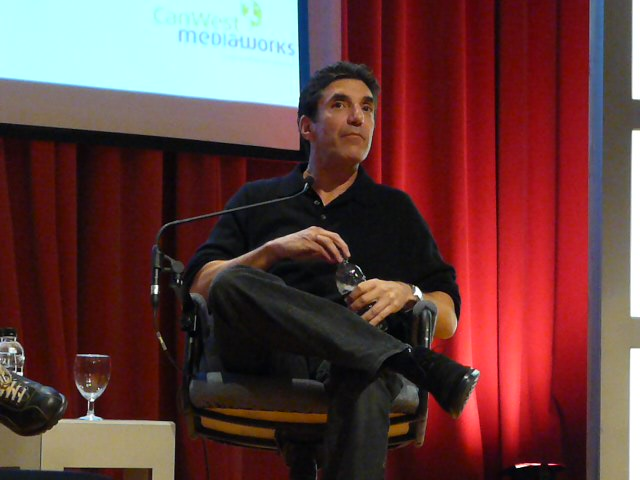
Lorre em 2007

- Frannie's Turn (1992, piloto falido)
- Grace Under Fire (1993–1998)
- Cybill (1995–1998)
- Dharma & Greg (1997–2002)
- Two and a Half Men (2003–2015)
- The Big Bang Theory (2007–2019)
- Mike & Molly (2010–2016)
- Mom (2013–2021)
- Disjointed (2017–2018)

### Atuais
- Young Sheldon (desde 2017)
- The Kominsky Method (desde 2018)
- Bob ♡ Abishola (desde 2019)
- B Positive (desde 2020)